# 彼得·塞曼
彼得·塞曼（荷蘭語：Pieter Zeeman，荷蘭語發音：[ˈzeːmɑn]，1865年5月25日—1943年10月9日），荷兰物理学家。1885年进入莱顿大学在亨德里克·洛伦兹和海克·卡末林·昂內斯的指导下学习物理，1893年取得博士学位。1896年塞曼发现了原子光谱在磁场中的分裂现象，被命名为塞曼效应。随后，洛伦兹在理论上对这种现象进行了解释。二人因此被授予1902年的诺贝尔物理学奖。

## 早年
1865年5月25日，彼得·塞曼出生于荷兰斯豪文－德伊弗兰岛上的宗内迈雷小镇，父亲卡塔里尼斯·福兰迪尼斯·塞曼（Catharinus Forandinus Zeeman）是荷兰归正会的牧师，母亲叫维莱米娜·沃尔斯特（Willemina Worst）。
彼得·塞曼从小就对物理感兴趣。1883年，彼得·塞曼在荷兰济里克泽读高中时恰巧见到了北极光。他画了一幅北极光现象的图并描述了现象，寄给《自然》，成功发表。杂志的编辑称赞作品是“塞曼教授在宗内迈雷天文台细致观察的结果”。
1883年，塞曼高中毕业后前往代尔夫特进修古典语言。那时想被大学录取，必须具备古典语言的知识。他住在文科中学校长J·W·莱利博士（Dr J.W. Lely）的家里。J·W·莱利的兄弟就是负责須德海工程设计与实现的工程师科尔内利斯·莱利。在代尔夫特期间，彼得·塞曼第一次见到了海克·卡末林·昂内斯。塞曼广泛的阅读与对实验的热爱，给昂内斯留下了的深刻的印象。海克·卡末林·昂内斯后来成为彼得·塞曼的博士导师。

## 求学及生涯初期
1885年，塞曼通过入学考试，进入莱顿大学学习物理, 师从卡末林·昂尼斯和亨德里克·洛伦兹。1890年, 他成为了洛伦兹的助手，这时他的毕业论文还没有完成。成为洛伦兹的助手，使得他可以参与磁光克尔效应的研究。磁光克尔效应即偏振光入射到磁体上时偏振性质发生改变的现象，1877年被约翰·克尔 (物理学家)首先发现。1893年，塞曼提交了他关于磁光克尔效应的博士论文。获得博士学位之后，塞曼前往斯特拉斯堡，在弗里德里希·科尔劳施的研究所里度过了半年时间。1895年，塞曼回到莱顿，成为莱顿大学的一位私讲师。同年他与约翰娜·伊丽莎白·勒布莱特（Johanna Elisabeth Lebret）结婚，两人育有三女一子。

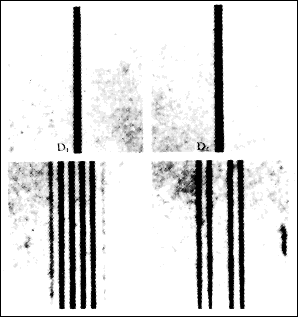
塞曼拍摄的塞曼效应照片

1896年，即塞曼提交磁光克尔效应的博士论文两年之后，塞曼不顾实验室管理员主管的命令，使用实验室的设备观测强磁场下光谱线的分裂。他因此被实验室开除。但是，后来的结果证明塞曼是对的：他发现了塞曼效应，为此获得了1902年的诺贝尔物理学奖。塞曼的打算是深入研究磁光克尔效应，以作为他博士论文的拓展。他发现谱线在磁场的作用下会发生分裂。1896年10月31日（星期六），阿姆斯特丹的荷兰皇家艺术与科学院会议上，亨德里克·洛伦兹从卡末林·昂尼斯处第一次听说了塞曼的发现。紧接着的星期一，洛伦兹把塞曼请到了他的办公室里来，对塞曼的实验结果给出了一种解释。这一解释基于洛伦兹的电磁波理论。
很快，物理界意识到塞曼的发现有多么重要。塞曼的实验证实了洛伦兹的“磁场中发出的光会发生偏振”的理论。洛伦兹曾提出发光是某种粒子振动的结果。塞曼的实验使得人们清晰地认识到，这种粒子带有负电，比氢原子轻一千倍。得到这一结果时，约瑟夫·汤姆孙还没有发现电子。因而，塞曼效应成了人们研究原子结构的重要工具。

## 担任教授
由于他的发现，1897年阿姆斯特丹大学聘任塞曼为讲师。1900年，塞曼升任物理学教授。1902年，因发现塞曼效应，他与之前的导师洛伦兹获得诺贝尔物理学奖。1908年，塞曼接替范德华任正教授兼阿姆斯特丹物理研究所主管。

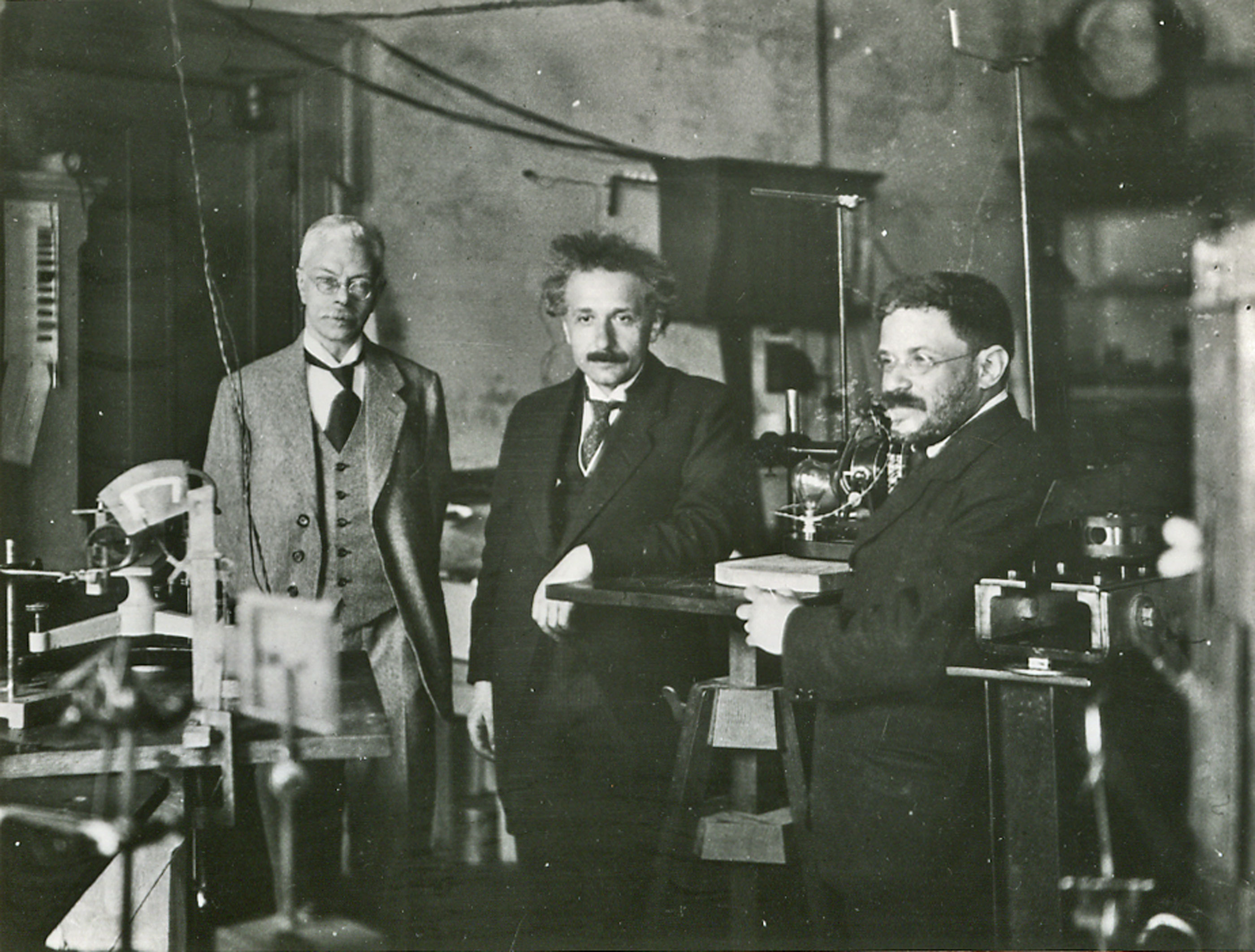
爱因斯坦（中）与朋友保罗·埃伦费斯特（右）在阿姆斯特丹拜访彼得·塞曼（左）。约摄于1920年

1923年，阿姆斯特丹大学特地为塞曼新建了一座实验室，供塞曼更精细地研究塞曼效应。该实验室在1940年被命名为“塞曼实验室”。此后的科学生涯，塞曼仍对磁光学的研究充满兴趣。他还研究了光在运动介质中的传播问题。由于狭义相对论的提出，后一个问题成了物理学界的焦点。为此，洛伦兹和爱因斯坦都对塞曼的研究很感兴趣。后来，质谱法也引起了他的研究兴趣，他还与J·德·基尔（J. de Gier）一同发现了38Ar、64Ni等同位素。

## 晚年
1898年，塞曼被选为荷兰皇家艺术与科学院院士，并在1912至1920年间任秘书。1921年，他获颁亨利·德雷伯獎章，同年被选为英国皇家学会外籍院士。此外，他还获得了多个奖项和名誉学位。1935年，身为教授的塞曼退休。
1943年10月9日，塞曼在阿姆斯特丹逝世，葬于哈勒姆。

## 奖励和荣誉
- 1902年诺贝尔物理学奖
- 1912年马泰乌奇奖章
- 1921年美国国家科学院授予亨利·德雷伯獎章
- 1922年伦福德奖章（英语：Rumford Medal）
- 1925年富兰克林奖章

月球背面的一座环形山被命名为“塞曼”，以示对彼得·塞曼的纪念。

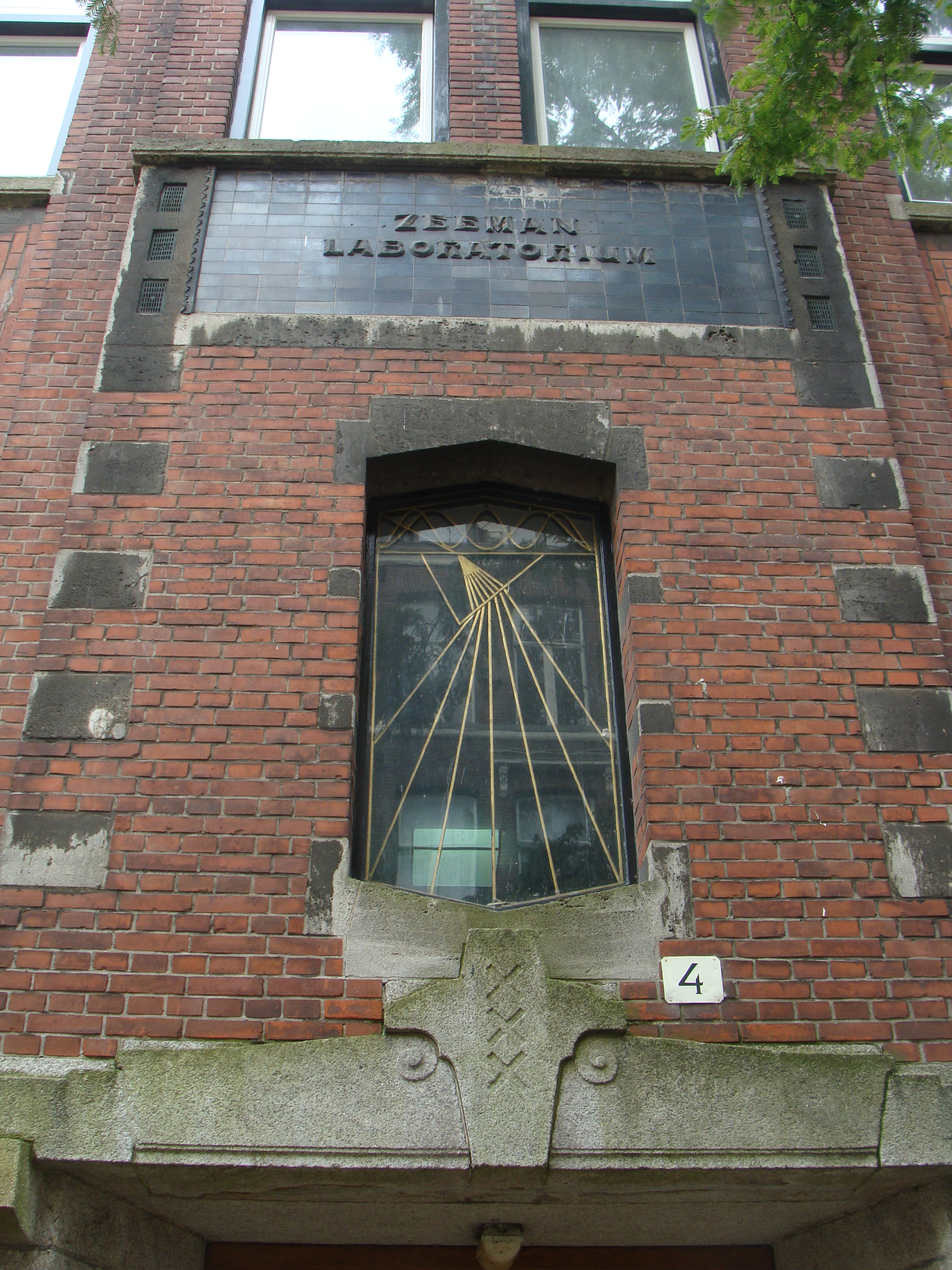
阿姆斯特丹大学塞曼实验室

## 发表论文
- P. ZEEMAN. . Nature. 1897-02-11, 55 (1424): 347–347  [2018-04-02]. doi:10.1038/055347a0. （原始内容存档于2021-02-28） （英语）.
- . Proceedings of the Royal Society of London. 1897-01-01, 60 (359-367): 513–514  [2018-04-02]. ISSN 0370-1662. doi:10.1098/rspl.1896.0079. （原始内容存档于2018-06-02） （英语）.
- . Proceedings of the Royal Society of London. 1897-01-01, 60 (359-367): 514–515  [2018-04-02]. ISSN 0370-1662. doi:10.1098/rspl.1896.0080. （原始内容存档于2018-06-02） （英语）.
- Zeeman, P. . Royal Netherlands Academy of Art and Sciences, Proceedings. 1914, 17 (I): 445–451  [2013-03-09]. （原始内容存档于2009-05-19）.
- Zeeman, P. . Royal Netherlands Academy of Art and Sciences, Proceedings. 1915, 18 (I): 398–408  [2013-03-09]. （原始内容存档于2009-05-19）.

## 参阅
- 塞曼效应
- 原子理论
- 玻尔模型
- 菲涅耳曳引系数
- 光拖拽效应